# 內溫動物
內溫動物（endotherm）是一種能夠透過內部生理功能釋放熱能，而維持身體在代謝有利溫度的生物。术语 endotherm 源自古希腊语 ἔνδον endon “内” 、θέρμη thermē “热”。
内温动物主要是利用其内部身体功能释放的热量，而不是几乎完全依赖环境的热量。這種內部產生的熱量主要是動物日常代谢的副產物，但在過度寒冷或低活动的条件下，內溫動物可能会有专门适应热量产生的特殊机制。這些機制包括特殊的肌肉運動（如顫抖），以及在棕色脂肪組織內的非耦合氧化代謝。
只有鳥類和哺乳類是普遍存在的內溫動物群。然而，阿根廷黑白南美蜥、革龜、大白鯊、鮪魚和旗魚、蟬以及冬蛾也是內溫動物。不同於哺乳類和鳥類，一些爬行動物，特別是某些蟒蛇和蜥蜴物種（如Tegu），在其繁殖季節期間具有季節性的生殖內溫性，也就是只在繁殖季節時才呈現內溫性。
內溫動物與恆溫動物被俗稱為「溫血動物」。與內溫動物相對的是外溫動物，尽管一般来说，內溫動物和外溫動物的性质之间没有绝对或明确的区别。

## 起源
根據研究，內溫性被認為起源於二疊紀末期 。最近的一項研究聲稱，內溫性起源於哺乳類祖先群合弓綱中的哺乳形態類，該節點的時間為晚三疊紀，約 2.33 億年前 。另一項研究則主張，內溫性出現得較晚，於中侏羅世時期，在真哺乳類的冠群中才出現 。
在基礎的合弓綱動物（盤龍目）、鋸齒龍（pareiasaurs）、魚龍（ichthyosaurs）、蛇頸龍（plesiosaurs）、滄龍（mosasaurs）和基礎的主龍形下綱（archosauromorphs）中已經找到了內溫性的證據  。甚至早期的羊膜動物可能也是內溫動物 。

## 机制

### 产生和保存热量

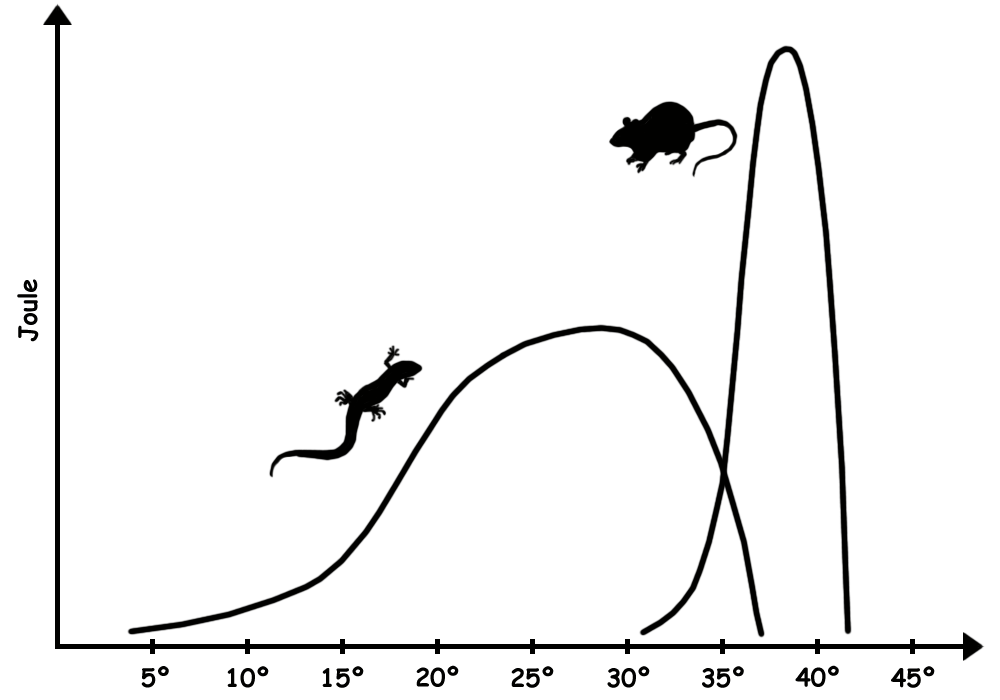
內溫動物（哺乳动物）和外溫動物（爬行动物）的持續能量輸出與核心體溫的關係圖形。

這張圖片展示了內溫動物和外溫動物之間的差異。橫軸為環境溫度，縱軸為體溫。老鼠是內溫動物，通過恆溫調節來維持體溫。蜥蜴是外溫動物，其體溫取決於環境溫度。

与外温动物相比，许多內溫動物每个细胞的线粒体数量更多。这使它们能够通过提高脂肪和糖的代谢率来产生热量。因此，为了维持它们较高的代谢，內溫動物通常需要比外温动物多几倍的食物，并且通常需要更持久的代谢燃料供应。
在许多內溫動物中，受控的临时低温状态通过允许体温降至接近环境水平来保存能量。这种状态可能是短暂的、有规律的昼夜节律周期，称为蟄伏，或者它们可能发生在更长的、甚至是季节性的周期中，称为冬眠。许多小型鸟类（如蜂鸟）和小型哺乳动物（如tenrecs ）的体温在日常不活动期间急剧下降，例如昼夜动物的夜间或夜间动物的白天，从而减少维持体温的能量成本。在其他较大的吸热动物中也会出现不太剧烈的体温间歇性降低；例如，人体新陈代谢在睡眠期间也会减慢，导致核心温度下降，通常下降 1°C 左右。温度可能有其他变化，通常较小，无论是内生的还是对外部环境或剧烈运动的反应，以及增加或下降。 
人体在休息时，大约三分之二的热量是通过胸部和腹部等内脏器官以及大脑的新陈代谢产生的。大脑产生的热量约占身体产生的总热量的 16%。 
热量损失是对较小生物的主要威胁，因为它们的表面积与体积之比较大。小型温血动物有皮毛或羽毛形式的绝缘材料。水生温血动物，如海豹，通常在皮肤下有很深的脂肪层和它们可能有的任何毛皮；两者都有助于它们的绝缘。企鹅既有羽毛又有脂肪。企鹅的羽毛呈鳞片状，既可保暖又可起到流线型的作用。生活在非常寒冷的环境或易于散热的条件下的內溫動物，例如极地水域，往往在其四肢具有专门的血管结构，充当热交换器。静脉与充满温暖血液的动脉相邻。一些动脉热量被传导到冷血并循环回躯干。鸟类，尤其是涉禽，通常腿部有非常发达的热交换机制—帝企鹅腿部的热交换机制是适应性适应的一部分，使它们能够在南极冬季的冰面上度过数月。  为了应对寒冷，许多温血动物也会通过血管收缩来减少流向皮肤的血液，从而减少热量散失。结果，它们变白了（变得更苍白）。

### 防止過热
在赤道氣候和溫帶的夏季，过热（體溫過高）與寒冷一樣具有威脅。在炎熱的環境中，許多溫血動物通過喘氣增加散熱，這樣做可以透過增加呼吸中的水分蒸發來冷卻動物本身，或者透過增加流向皮膚的血液，使熱量輻射到環境中。無毛和短毛的哺乳動物，包括人類和馬，也會出汗，因為汗液中的水分蒸發能帶走熱量。大象透過牠們的大耳朵來散熱，就像汽車的散热器一樣。牠們的耳朵很薄且血管靠近皮肤，拍打耳朵能增加流經耳朵的氣流，使血液冷卻，當血液流經循環系統其他部分時，能降低核心體溫。

## 內溫代谢的优缺点
內溫相对于外温的主要优点是减少了对外部温度波动的脆弱性。无论位置（以及外部温度）如何，內溫動物都能保持恒定的核心温度以实现最佳酶活性。
內溫动物通过内部稳态机制控制体温。在哺乳动物中，体温调节涉及两种独立的稳态机制——一种机制提高体温，而另一种机制降低体温。两个独立机制的存在提供了非常高的控制度。这很重要，因为可以将哺乳动物的核心温度控制在尽可能接近酶活性的最佳温度。
动物的总代谢率每增加 10 °C（18 °F）倍就会增加约两倍。温度升高，受限于避免体温过高的需要。內溫动物的运动速度并不比外温动物（冷血动物）快——当外温动物接近或处于最佳温度时，外温动物的移动速度与相同大小的温血动物一样快，但通常不能保持高代谢活动与內溫動物一样长。內溫/恒温动物在日夜之間溫度變化劇烈與季節溫度差異大的地方可以保持最佳活動狀態。这伴随着需要消耗更多的能量来维持恒定的内部温度和更大的食物需求。 內溫在繁殖过程中可能很重要，例如，在扩大一个物种可以繁殖的温度范围方面，因为胚胎通常不能容忍成年人很容易容忍的温度波动。  吸热也可以防止真菌感染。虽然数以万计的真菌物种感染昆虫，但只有几百种以哺乳动物为目标，而且通常只针对那些免疫系统受损的动物。最近的一项研究表明，真菌根本无法在哺乳动物的温度下茁壮成长。內溫提供的高温可能提供了演化优势。
外温动物主要通过阳光等外部热源来提高体温；因此，它们依赖于环境条件来达到可運作的体温。內溫动物主要透过代谢活跃的器官和组织（肝脏、肾脏、心脏、大脑、肌肉）或棕色脂肪组织 (BAT) 等专门的产热组织利用内部热量产生。因此，一般来说，在给定的体重下，內溫动物的代谢率高于外温动物。因此，它们也需要更高的食物摄入率，这可能比外温动物更能限制吸热动物的丰度。
由于外温动物依赖于调节体温的环境条件，因此它们通常在夜间和早晨从庇护所出来在第一缕阳光下升温时更加迟钝。因此，在大多数脊椎动物外温动物中，觅食活动仅限于白天（昼夜活动模式）。例如，在蜥蜴中，只有少数物种已知是夜间活动的（例如许多壁虎），它们大多使用“坐等”觅食策略，可能不需要像主动觅食所需的那样高的体温。因此，內溫脊椎动物物种对环境条件的依赖性较低，并且在其昼夜活动模式中（物种内部和物种之间）具有高度可变性。 
人们认为，內溫的演化对于中生代真兽类哺乳动物物种多样性的发展至关重要。內溫使早期哺乳动物能够在夜间保持活跃，同时保持较小的体型。现代真兽类哺乳动物的感光适应和紫外线防护能力丧失被理解为适应最初的夜间生活方式，表明该群体经历了进化瓶颈（夜间瓶颈假说）。这本可以避免来自昼夜爬行动物和恐龙的捕食者压力，尽管一些同样為內溫的掠食性恐龙可能已经适应了夜间生活方式以捕食这些哺乳动物。 

## 兼性內溫
許多昆蟲物種能夠透過運動維持胸部溫度高於環境溫度，這被稱為兼性（facultative）或運動性內溫動物。 例如，蜜蜂透過在不振動翅膀的情况下收缩對抗性飛行肌肉（antagonistic flight muscles）來做到這一點（參見昆蟲體溫調節）。   然而，這種熱產生形式在某個溫度閾值以上才有效，在約9—14 °C（48—57 °F）以下，蜜蜂會恢復外溫性。   
兼性內溫也可以在多種蛇類中觀察到，它們利用代謝的熱量來使蛇卵保持溫暖。 印度蟒（Python molurus）和地氈蟒（Morelia spilota）兩種蟒蛇就是其中的例子，母蛇會圍繞卵並顫抖以進行孵化。 

## 局部性內溫
一些外溫動物，包括幾種魚類和爬蟲類，已被證明能夠進行局部性內溫，即利用肌肉活動使身體的某些部位保持比其他部位更高的溫度。這有助於在寒冷環境中能夠更好地進行運動和感官的使用。 

## 內溫動物與恆溫動物的差異
儘管對於一般人來說，內溫動物與恆溫動物的區別並不明顯，台灣的國中生物課程也常將內溫動物視為恆溫動物。這主要是因為大多數的內溫動物同時也是恆溫動物，只有少部分例外。
然而，內溫動物與恆溫動物在定義上確實存在差異：
- 內溫動物（Endotherm）：指體溫主要透過生物體內部代謝產生的熱量來維持的動物。與之相對的是「外溫動物」。
- 恆溫動物（Homeotherm）：指體溫能維持在一定範圍內，不易隨外界環境波動的動物。與之相對的是「變溫動物」。

### 特例：非恆溫的內溫動物
確實存在少部分內溫動物並非嚴格意義上的恆溫動物，牠們的體溫會隨環境或活動程度而有較大的波動。這些動物通常被稱為異溫動物（Heterotherm），牠們雖然能產生內熱，但其體溫可能會在一定範圍內變化。
例如：
- 冬眠動物：許多小型哺乳動物，如地鼠、睡鼠和蝙蝠等，在冬季會進入冬眠狀態。牠們會主動降低代謝率和體溫，使其接近環境溫度以節省能量，並在甦醒時利用內部產熱快速升高體溫[28]。
- 日間麻痺動物：某些動物，例如蜂鳥和小型食蟲哺乳動物（如鼩鼱），在夜間或食物匱乏時會進入一種稱為日間麻痺（torpor）的狀態。這類似於短暫的冬眠，牠們會降低體溫和代謝率來保存能量，並在活動時恢復正常的體溫[28]。
- 大型昆蟲：某些大型昆蟲，如蛾類和膜翅目昆蟲（例如蜜蜂和大黃蜂），在飛行時會透過肌肉活動產生大量的熱量，使其胸部溫度遠高於環境溫度，屬於內溫動物。然而，當牠們不活動時，體溫會迅速下降並與環境溫度相近，飛行前則需透過「預熱」來升高體溫[27]。